# Rodgers & Company
Rodgers & Company war ein US-amerikanischer Hersteller von Automobilen.

## Unternehmensgeschichte
Das Unternehmen hatte seinen Sitz in Columbus in Ohio. Möglicherweise stellte es zunächst Kutschen her. 1903 begann die Produktion von Automobilen. Der Markenname lautete offiziell Imperial. Inoffiziell werden auch Columbus und Rodgers genannt. Superintendent T. W. Picard war der Konstrukteur. 1904 endete die Produktion.

## Fahrzeuge
Für das erste Jahr waren zwar vier Modelle angekündigt. Tatsächlich erschienen aber nur drei. Gemeinsamkeit war der Zweizylinder-Boxermotor mit 8 PS Leistung und das Fahrgestell mit 198 cm Radstand. Aufbauten waren Runabout beim Model A, ein leichter Lieferwagen beim Model C und Coupé beim Model D.
1904 erschien ein weiteres Modell. Es hatte einen luftgekühlten Zweizylindermotor der Buckeye Motor Company und Kardanantrieb. Diese Fahrzeuge waren als Surrey karosseriert.

## Modellübersicht
| Jahr | Modell  | Zylinder | Leistung (PS) | Radstand (cm) | Aufbau               |
| ---- | ------- | -------- | ------------- | ------------- | -------------------- |
| 1903 | Model A | 2        | 8             | 198           | Runabout             |
| 1903 | Model C | 2        | 8             | 198           | leichter Lieferwagen |
| 1903 | Model D | 2        | 8             | 198           | Coupé                |
| 1904 | Model A | 2        | 8             | 198           | Runabout             |
| 1904 | Model C | 2        | 8             | 198           | leichter Lieferwagen |
| 1904 | Model D | 2        | 8             | 198           | Coupé                |
| 1904 |         | 2        | 8             | 198           | Surrey               |

## Übersicht über Pkw-Marken aus den USA, die Imperial beinhalten
| Marke    | Hersteller                                | Vermarktungsbeginn | Vermarktungsende | Ort, Bundesstaat           |
| -------- | ----------------------------------------- | ------------------ | ---------------- | -------------------------- |
| Imperial | Philadelphia Motor Vehicle Company        | 1900               | 1901             | Philadelphia, Pennsylvania |
| Imperial | Imperial Automobile Company (Detroit)     | 1903               | 1904             | Detroit, Michigan          |
| Imperial | Rodgers & Company                         | 1903               | 1904             | Columbus, Ohio             |
| Imperial | Imperial Motor Car Company (Pennsylvania) | 1907               | 1908             | Williamsport, Pennsylvania |
| Imperial | Imperial Automobile Company (Jackson)     | 1908               | 1916             | Jackson, Michigan          |
| Imperial | Imperial Motor Car Company (Texas)        | 1910               | 1910             | Houston, Texas             |
| Imperial | Imperial (Automarke)                      | 1954               | 1975             | Detroit, Michigan          |